# The Black Dahlia

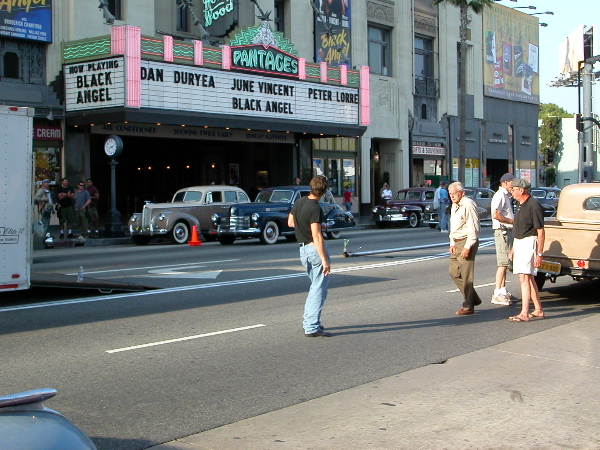
Filmset van The Black Dahlia, kort voor de opnames

The Black Dahlia is een Amerikaanse misdaadfilm uit 2006 onder regie van Brian De Palma. De film is gebaseerd op de gelijknamige roman van James Ellroy, geïnspireerd door de moord op Elizabeth Short, een actrice in het Los Angeles van de jaren veertig van de 20e eeuw. De film wordt beschouwd als een voorbeeld van een neo-film noir door een reeks van kenmerken: een detective als hoofdpersonage, een corrupte wereld, een donkere sfeer en een femme fatale die een belangrijke rol speelt in de verwikkelingen in het verhaal.
De film is op 30 augustus 2006 op het Filmfestival Venetië als openingsfilm in première gegaan. De Nederlandse première vond plaats op 26 oktober 2006 op het eerste Leids Film Festival, waar The Black Dahlia tevens de openingsfilm was.

## Verhaal
In het Los Angeles van 1946 voeren de agenten Dwight "Bucky" Bleichert en Lee Blanchard een harde strijd met misdadigers als Tomas Dos Santos en Raymond Junior Nash, maar hebben zich als partners nog nooit met een zaak van belang beziggehouden. Burgers vragen dringend om een duel in de ring tussen de twee boksende blauwmannen, maar de reeds vooraf bekende uitslag brengt Bucky niet verder dan een overplaatsing naar de afdeling Aanhoudingen. Na een warm welkom van captain John Tierney en kennismaking met chief Ted Green, deputy Ellis Loew en sergeants Bill Koenig en Fritz Vogel bouwen Bucky en Lee gestaag aan een succesvol partnerschap in het Los Angeles Police Department. Het jaar 1946 wordt in stijl afgesloten in een club van Morrie Friedman, waar de vriendschap tussen Bucky en Lee wordt onderstreept met het middelpunt waarin de blonde Katherine "Kay" Lake zich tussen beide vrienden weet te exploiteren.
Op 15 januari 1947 wordt de 22-jarige Elizabeth Ann Short ernstig verminkt in het Leimert Park gevonden, haar mond bewerkt tot een naargeestige Glasgow-smile en de benen op drastische wijze van de romp gescheiden. Bucky en Lee worden met detective Russell "Russ" Millard op het onderzoek naar de gruwelijke moord gezet. Naast de zorgen om zijn vader Dolph krijgt Bucky tijdens zijn werk steeds meer te verduren wanneer hij verliefd raakt op Lees verleidelijke vriendin Kay en Lee zich volledig verliest in de zaak "Elizabeth Short". Bobby DeWitt, een zware crimineel, komt binnenkort vrij, waardoor de spanning binnen het politiekorps tot steeds grotere hoogte reikt.
Mr. Short, Elizabeths vader, kan Bucky en Lee niet verder helpen naar mogelijke vijanden in de kringen waarin zijn dochter zich heeft begeven. Via de excentrieke Sheryl Saddon komt Bucky achter de naam van Elizabeths vriendin Lorna Mertz. De wanhopige Elizabeth en Lorna hebben als tweederangs actrices de hoop van Hollywood moeten verruilen voor het aannemen van snollenrollen in de lesbische pornoscene die in de schaduw van de glitter en glamour een schrale troost biedt voor jonge vrouwen die nimmer aan het succes van een filmdiva zullen ruiken. In een obscure show valt Bucky's oog op de verschijning van Madeleine Cathcart-Linscott, lijkend op Elizabeth Short, waarna de detective de uitnodiging van de femme fatale accepteert om bij de familie aan tafel te schuiven voor diner. De begeerlijke brunette windt Bucky om haar vingers, maar haar familie doet hem versteld staan.
Na jaren van schijnbare rust heeft een doorgedraaide Lee een appel te schillen met Bobby DeWitt, maar Bucky kan niet meer instaan voor de misdadige handelingen van zijn voorheen bewonderde partner. Ten huize Linscott betrapt een radeloze Bucky Emmett in een innig moment met zijn eigen dochter Madeleine, maar zijn beschuldiging jegens de vader des huizes lijkt vals wanneer moeder Ramona de waarheid omtrent de moord op Elizabeth Short uit de doeken doet. Met handlanger George Tilden blijkt Bucky's vlam Madeleine een hoofdrol te spelen in het moorddadige misdaadcomplot, terwijl Bucky's vlam Kay ook een aardige duit in het dodelijke zakje heeft gestopt.

## Rolverdeling
- Josh Hartnett - Dwight "Bucky" Bleichert ("Mr. Ice")
- Aaron Eckhart - Lee Blanchard ("Mr. Fire")
- Scarlett Johansson - Katherine "Kay" Lake
- Hilary Swank - Madeleine Cathcart-Linscott
- John Kavanagh - Emmett Linscott
- Fiona Shaw - Ramona Cathcart-Linscott
- Rachel Miner - Martha McConville-Linscott
- Mia Kirshner - Elizabeth Ann Short (de "Black Dahlia")
- Kevin Dunn - Mr. Short
- Jemima Rooper - Lorna Mertz
- Rose McGowan - Sheryl Saddon
- James Otis - Dolph Bleichert
- Mike Starr - Russell "Russ" Millard
- Angus MacInnes - John Tierney
- Troy Evans - Ted Green
- Patrick Fischler - Ellis Loew
- Victor McGuire - Bill Koenig
- ??? - Fritz Vogel
- Anthony Russell - Morrie Friedman
- Richard Brake - Bobby DeWitt
- William Finley - George Tilden
- ??? - Raymond Junior Nash
- Pepe Serna - Tomas Dos Santos
- John Solari - Baxter Fitch
- Stephanie L. Moore - vriendin Baxter
- Gregg Henry - Pete Lukins
- Ian McNeice - lijkschouwer

## Filmmuziek
1. The Zoot Suit Riots
2. At Norton And Coliseum
3. The Dahlia
4. The Two Of Us
5. Mr. Fire Versus Mr. Ice
6. Madeline
7. Dwight And Kay
8. Hollywoodland
9. Red Arrow Inn
10. Men Who Feed On Others
11. Super Cops
12. Death At The Olympic
13. No Other Way
14. Betty Short
15. Nothing Stays Buried Forever